# Tery Langer
Hernán Marino Langer, más conocido como Tery (Buenos Aires, 29 de noviembre de 1979), es un guitarrista, cantante y compositor argentino. Fue miembro de la banda de nü metal / punk rock Carajo, y es el actual guitarrista de Arde la Sangre. Es considerado en la posición nº 66 entre los 100 mejores guitarristas de la historia de rock argentino en la encuesta realizada por la revista Rolling Stone.

## Biografía

### Sus inicios
Hernán Langer, conocido como “Tery”, nació en Buenos Aires, Argentina, el 29 de noviembre de 1979. Su gusto por la guitarra fue incentivado por su amigo Juan Pablo Vázquez, quien le prestó su guitarra para que se iniciara. El entorno familiar y social de Hernán no era musical.[cita requerida]
Langer comenzó sus estudios terciarios en la Facultad de Ingeniería de la Universidad de Buenos Aires, y empezó a trabajar en la empresa de su padre Don Horacio Langer. No obstante siguió tomando clases privadas de guitarra, estudiando teoría, formación de acordes y técnica, hasta 1997, cuando decidió ampliar sus conocimientos de una manera más formal.

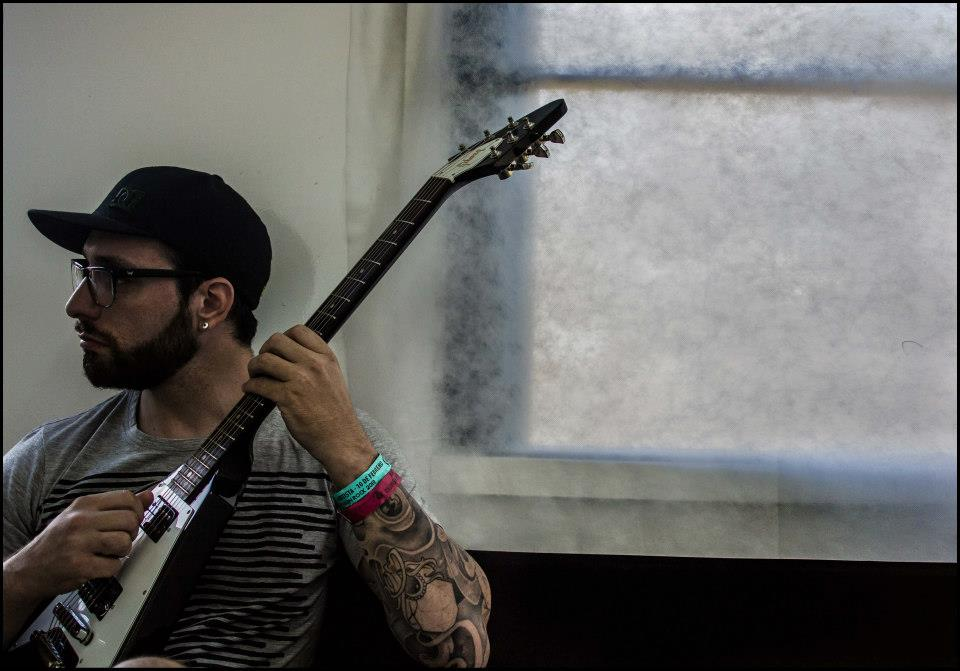
Tery con una de sus guitarras iniciales.

### Carrera con Carajo
Luego de la separación de A.N.I.M.A.L., Andrés Vilanova se junta con Hernán para comenzar un nuevo proyecto musical. Poco tiempo después Marcelo Corvalán "Corvata" se une a este proyecto, y en noviembre del 2000 arrancan con lo que sería su nueva banda, Carajo. 
Langer decidió a dedicarle todo su tiempo a la guitarra, abandonó la facultad y en el año 2001, ingresó al Conservatorio Municipal "Juan Pedro Esnaola", en donde se recibió maestro de música, con especialidad Guitarra Clásica.
La banda comenzó a tocar en vivo y grabó en forma independiente un demo de tres temas para la prensa. Con Carajo editó ocho discos Carajo (2002), Atrapasueños (2004), Electrorroto acustizado 2.1 (2005), Carajografía (2003), Inmundo (2007), El mar de las almas (2010) , 'Frente a Frente (2013) y Basado en hechos reales (2019). Los cuales pese a ser diferentes entre sí reflejan la esencia de la banda en su dimensión, con una fusión de géneros como el Hardcore, Nu metal, Punk y hasta Reggae. Tery se destaca, por voz grave a la hora de hacer coros, las afinaciones graves, y su extensivo uso del Delay. La búsqueda personal del sonido lo han llevado a experimentar con guitarras de todo tipo.
El 18 de enero de 2020 la banda anunció su separación.

## Discografía
| Año de lanzamiento | Álbum                       | Discográfica              |
| 2002               | Carajo                      | Universal Music Argentina |
| 2003               | Carajografía                | Universal Music Argentina |
| 2004               | Atrapasueños                | Universal Music Argentina |
| 2005               | Electrorroto acustizado 2.1 | Universal Music Argentina |
| 2007               | Inmundo                     | Universal Music Argentina |
| 2010               | El mar de las almas         | Universal Music Argentina |
| 2013               | Frente a Frente             | Producción Independiente  |
| 2016               | Hoy como ayer               | Producción Independiente  |
| 2019               | Basado en Hechos Reales     | Producción Independiente  |

## Equipamiento musical
Tery a lo largo de su carrera ha implementado constantes modificaciones a su equipamiento musical, se destaca por la cantidad de guitarras , pedales de efecto y cabezales/caja de guitarra.

### Guitarras
De todo tipo, entre ellas se destacan
- Parker Fly.
- Palmer 12 cuerdas 1978
- Gibson SG Maestro del año 1968.
- Gibson Melody Maker del año 1966.
- Gibson Les Paul Custom VOS del año 1998 .
- Gibson SG Standard.
- Valoy "El hacha" doublecut/sparkle.
- Valoy 'El Hacha' Custom 22 Deluxe.
- Fender Stratocaster American Deluxe HSS.
- Fender Telecaster
- Fernandes Telecaster
- Gibson Flying V.

### Pedales
Los pedales están sujetos a constantes cambios ya que Tery es fan de encontrar sonidos que le interesen.
- Eventide Time Factor.
- Eventide Mod Factor.
- Eventide Pitch Factor
- Boss SD-1.
- Line 6 DL-4.
- MBS Hummingverb v2.
- Way Huge Green Rhino.
- Boss NC-1 Noise Supressor.
- Digitech Whammy 4.
- Jim Dunlop Dimebag Wah DB01
- Jim Dunlop Van Halen Wah
- Real Mc Coy Wah
- MXR Phase 100.
- Bones Twin city Radial. (Caja A-B)
- Carl Martin Chorus Xii.
- Boss TU-2 Afinador.
- Ernie Ball Pedal de volumen.
- Boss LS-2 Line Selector.
- Boss Flanger BF-3
- Controlador/Switcher Max Control FCX-8

C) Actualmente en arde la sangre utiliza un multiefectos Quadcortex de la marca neural DSP con un pedal de expresión boss, un afinador boss y un pedal de volumen

### Cabezales
En las presentaciones en vivo de la banda, tery suele usar 2 cabezales al mismo tiempo, de los cuales usa uno para los sonidos distorsionados y otro para sonidos clean.
- Mesa Boogie Dual Rectifier.
- Fender EVH 5150 III.
- Orange AD30.
- Soldano Avenger.
- Argie 67XX (Limpios).
- Fender Twin Amp.
- Argie 6979TL (Distorsión).